# Ngroto (Gubug)
Ngroto is een bestuurslaag in het regentschap Grobogan van de provincie Midden-Java, Indonesië. Ngroto telt 5040 inwoners (volkstelling 2010).